# Funhouse (The Sopranos)
Funhouse is de zesentwintigste aflevering van de HBO-serie The Sopranos. Daarmee is het de laatste aflevering van het tweede seizoen. Het verhaal werd geschreven door David Chase en de regie was in handen van Todd A. Kessler.
De aflevering kreeg een Emmy-nominatie voor het verhaal.

## Gastrollen
- Jerry Adler als Hesh Rabkin
- Tom Aldredge als Hugh De Angelis
- Barbara Andres als Aunt Quintina
- Peter Bogdanovich als Dr. Elliot Kupferberg
- John Fiore als Gigi Cestone
- Dan Grimaldi als Patsy Parisi en Philly "Spoons" Parisi
- Toni Kalem als Angie Bonpensiero
- David Margulies als Neil Mink
- Sofia Milos als Annalisa Zucca
- Kathrine Narducci als Charmaine Bucco
- Robert Patrick als David Scatino
- Frank Pellegrino als Bureau Chief Frank Cubitoso
- Matt Servitto als Agent Harris
- Suzanne Shepherd als Mary De Angelis
- Nicole Burdette als Barbara Soprano Giglione
- Maureen Van Zandt als Gabriella Dante
- John Ventimiglia als Artie Bucco

## Samenvatting
Kort na Janice’ vertrek plegen Tony en zijn jongere zus Barbara overleg over hun moeder Livia’s toekomstige woonsituatie. Livia weigert om bij Barbara of Tony en Carmela in huis te komen. Tony wordt hierop kwaad en geeft Livia twee vliegtuigtickets (overgehouden na het faillissement van David Scatino’s sportzaak) om samen met haar zus Quintina voorgoed te vertrekken. 
Tony spreekt allereerst een aantal andere maffiabazen in een Indiaas restaurant. Tijdens een tweede etentje hierna in Artie Bucco’s Vesuvio bespreekt Tony samen met Silvio Dante en Big Pussy Bonpensiero een telefoonkaartfraudezaak waaraan ze geld verdienen. Die nacht droomt Tony dat hij op de promenade van Asbury Park een ontmoeting heeft met Paulie Walnuts, Silvio, Christopher Moltisanti, Hesh Rabkin en Philly "Spoons" Parisi. Tony heeft net gehoord dat hij nog maar zes maanden te leven heeft wegens een terminale ziekte. Christopher heeft echter respect voor Tony omdat hij in plaats van zijn dood af te wachten met de nodige doktersbezoeken "zichzelf in de fik gaat zetten". Silvio geeft Tony een fles wasbenzine welke Tony over zichzelf heen giet. Paulie geeft Tony een al brandende Zippo. Christopher vraagt; "Wat als de doktoren verkeerd zitten?". Voor Tony is er geen tijd om hierover na te denken en explodeert voordat hij de Zippo dicht kon doen. Hierop wordt Tony kotsend wakker begeleid door diarree.
De volgende morgen heeft Carmela het idee dat Tony een voedselvergiftiging heeft na zijn bezoek aan Artie Bucco’s restaurant. Als Artie bij Tony thuis arriveert bediscussiëren ze de kwaliteit van het voedsel en Artie komt snel achter zijn bezoek aan het Indiaas restaurant wat mogelijk de reden is van zijn vergiftiging. Artie belt Big Pussy op of hij ook ziek is. Tony raakt bewusteloos na een bezoek van Dr. Cusamano. Hij droomt weer: deze keer gaat het over een therapiesessie met Dr. Melfi waarin hij geslachtsgemeenschap met haar heeft.
Een aantal kleinere dromen volgen. Zo ziet hij Uncle Junior gestoken in een wit hemd ronddolen in een verlaten fabriekshal. Daarnaast ziet Tony door een verrekijker zichzelf een kaartspel spelen met Paulie Gualtieri. Als Paulie iets zegt, schiet hij hem neer. 
Terug in de realiteit houdt Tony een racistische donderpreek tegen Dr. Melfi over de Indiërs. Ook zijn eigen moeder ontspringt de dans niet, waarover Melfi hem ondervraagt. Tony weigert koppig om verder te gaan met de sessie en vertelt haar over zijn seksueel getinte droom met Dr. Melfi.
Eén laatste droom volgt. Tony bevindt zich weer op de promenade van Asbury Park. Hij spreekt Big Pussy, wie de gedaante van een vis heeft aangenomen en op een viskar ligt. Deze droomversie van Pussy zegt dat hij samenwerkt met de overheid. Pussy’s visgedaante is een verwijzing naar de bekende maffia-oneliner "sleeping with the fishes" (“bij de vissen slapen”). Tony wordt wakker en de vertwijfeling slaat toe. ’s Ochtends vertelt Meadow dat ze is aangenomen voor de Columbia-universiteit. Tony en Silvio brengen een bezoek aan Pussy’s huis en nodigen hem uit om mee te gaan kijken naar een jacht. Onder het mom van een snel wc-bezoek om weer over te geven, heeft Tony de kans om Pussy’s kamer te doorzoeken. In een sigarenkist vindt hij onder een dubbele bodem afluisterapparatuur, waarmee bewezen is dat Pussy inderdaad een informant voor de FBI is.
Silvio, Tony en Pussy gaan naar de jachthaven alwaar Paulie Walnuts al op het jacht staat. Ze varen samen de zee op. Tony confronteert Pussy over zijn informantschap en vraagt hoelang hij al afluistert. Allereerst ontkent Pussy, maar al snel bekent hij. Hij beweert nooit belangrijke informatie aan de FBI te hebben doorgespeeld, maar Tony gelooft dit niet. Silvio excuseert zich onder het mom van zeeziekte. 
Pussy vraagt om tequila en Paulie schekt glazen in voor het gezelschap. Pussy vertelt nog wat over zijn zogenaamde escapades met een medewerkster van de kliniek in Puerto Rico. Tony vraagt of dit waar was en Pussy loopt terug naar een hoek in het ruim, beseffend wat er zal gaan gebeuren. Na drie snel naar binnen gewerkte glazen tequila vraagt hij of hij kan gaan zitten, bewerend dat hij zeeziek is. Pussy vraagt nogmaals of hij kan gaan zitten en raakt in paniek. Tony, Paulie en Silvio trekken hun pistool en honoreren zijn wens om niet door zijn hoofd te worden geschoten. Pussy wordt hierop vermoord. Paulie verwijdert juwelen van het lichaam van Pussy. De drie mannen wikkelen Pussy’s lichaam in een plastic zeil en verzwaren het met betonblokken en kettingen alvorens ze het lichaam laten afzinken in het water.
Uren later ontvangt Carmela een telefoontje van Livia wie vastgehouden wordt op Newark Airport omdat ze in het bezit is van gestolen vliegtuigtickets. Een paar minuten later verschijnen FBI-agenten bij Tony’s huis. Ze hebben een huiszoekingsbevel en hebben al de rest van de vliegtuigtickets in Tony’s auto gevonden. Tony wordt gehandboeid en meegenomen. Meadow komt binnen met een aantal vrienden en is getuige van de arrestatie van haar eigen vader. Ze rent boos naar boven, maar vertelt aan haar moeder dat ze trots is op haar vader. Als haar vriendinnen haar niet respecteren omwille van haar vader, kunnen ze wat krijgen. Op het bureau oppert een agent dat Tony "zwak in de knieën" is nadat Tony bijna omvalt. Tony vertelt dat dit ligt aan de voedselvergiftiging. Tony wordt opgesloten in een wachtcel voor een korte tijd. Tony bereikt zijn advocaat Neil Mink en hij wordt vrijgelaten op borgtocht zodat hij bij Meadows diploma-uitreiking kan zijn.
Op de diploma-uitreiking ziet Tony trots zijn dochter aan. Tony vertelt tijdens het feestje erna dat hij een "made man" wordt. De aflevering eindigt met een sessie beelden van Tony’s twee families (de eigenlijke familie, en de DiMeo-familie) die feesten, afgewisseld door beelden van Tony’s illegale praktijken (bijvoorbeeld David Scatino die berooid vertrekt). Carmela zoekt Tony die in een hoek van de kamer een sigaar rookt. Het beeld verandert in een oceaan bij zonsondergang.

## Eerste verschijningen
- Tante Quintina: De jongere zus van Livia Soprano.
- Pasquale "Patsy" Parisi: Soldaat in de Soprano/Gualtieri/Moltisanti-crew en broer van de eerder vermoorde Philly "Spoons" Parisi.

## Overleden
- Salvatore "Big Pussy" Bonpensiero: vermoord door Tony, Silvio en Paulie omdat hij een FBI-informant was. Zijn lichaam werd afgezonken naar de bodem van de oceaan.

## Titelverklaring
- In Tony’s droom loopt hij over de promenade van Asbury Park, dicht bij een lachpaleis (een “Funhouse”).
- Als Livia Tony opbelt van het vliegveld geeft Carmela Tony de telefoon en daarbij zeggende "the fun never stops".

## Muziek
- Het nummer Thru and Thru van het album Voodoo Lounge van The Rolling Stones wordt herhaaldelijk gespeeld tijdens de aflevering.

## Prijzen
- Deze aflevering ontving de publieksprijs  van A&E Network. De aflevering wordt beschouwd als een van de beste afleveringen van The Sopranos. Ook wordt de aflevering genoemd als een van de meest trieste afleveringen.
- James Gandolfini ontving de Emmy Award voor beste acteur in een dramaserie voor zijn optreden in deze aflevering.